# Яго, Бернар
Бернар Яго (фр. Bernard Yago; июль 1916, Пасс, Берег Слоновой Кости — 5 октября 1997, Абиджан, Кот-д’Ивуар) — первый кот-д’ивуарский кардинал. Архиепископ Абиджана с 5 апреля 1960 по 9 декабря 1994. Кардинал-священник с титулом церкви Сан-Кризогоно с 2 февраля 1983.
Яго был одним из немногих священнослужителей Кот-д'Ивуара, открыто выступивших против строительства гигантской базилики по образцу базилики Святого Петра в Ватикане, построенной бывшим президентом Феликсом Уфуэ-Буаньи в его родной деревне Ямусукро из-за огромная трата сотен миллионов долларов и пытался убедить Папу Иоанна Павла II освятить его во время его визита в страну.